# Torx

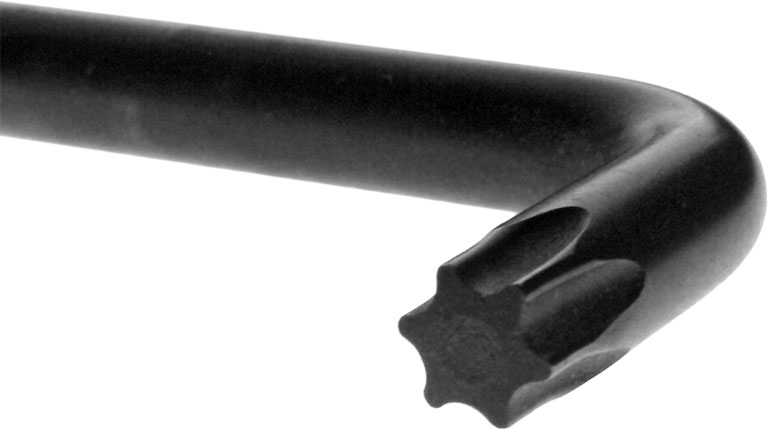
Klíč torx

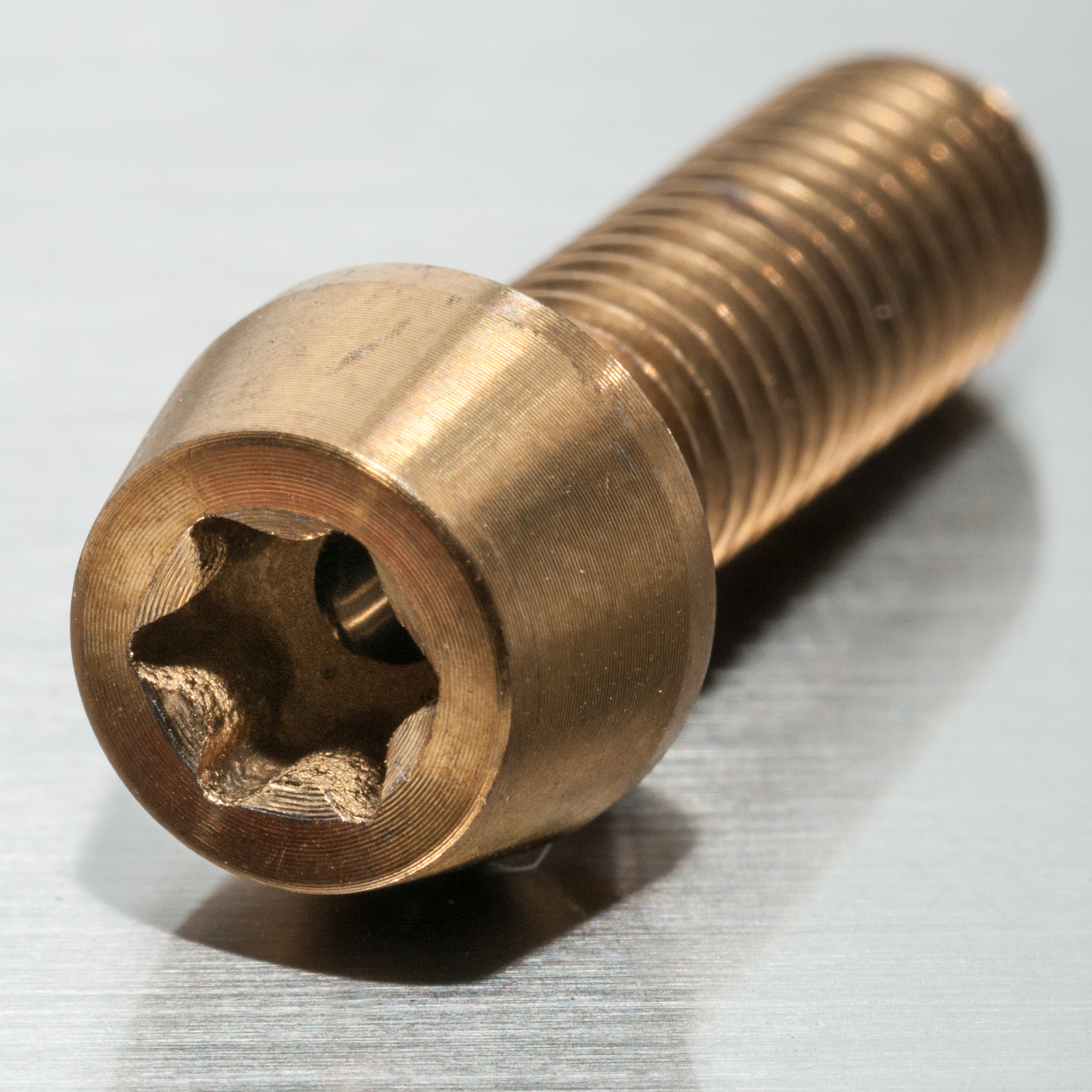
Šroub s hlavou Torx

Torx (laicky hvězdička) je obchodní označení zahloubení hlavy šroubu ve tvaru šestiramenné růžice pro umožnění dotahování a povolování šroubu. Poskytuje zvýšený přenos točivého momentu z klíče na utahovaný šroub, než ostatní systémy úpravy hlavy šroubu. Vyvinula ho americká společnost Camcar Textron v roce 1967.  Šrouby s hlavou Torx popisuje norma ISO 10664.
Používají se velikosti označované T1 až T100, k nejběžnějším patří T5, T10 a T25. Klíč musí velikostí přesně odpovídat velikosti otvoru ve spojovacím materiálu. Varianta s otvorem uprostřed růžice (Torx Tamper) je nutná k utahovaní a povolování šroubu s malým výstupkem (čepem), označení velikosti je s dvojitým TT (TT25). Existují i další varianty, například užití pětilisté růžice.

## Torx-plus
Torx-plus je vylepšená varianta tvaru šestiramenné růžice. Výstupky šestiramenné růžice jsou hranatější, čímž umožňuje vyšší točivý moment a snižuje opotřebení nástroje. Tato varianta byla představena v roce 1990, kdy vypršel původní patent společnosti Camcar Textron na Torx. Tato varianta postupně vytlačuje běžný tvar Torx.[zdroj⁠?!] Má zesílenou šířku na výstupcích. Používá se označení Tx IP ( např. T5 IP, T6 IP, atd.).Tyto klíče mají větší trvanlivost a nedochází tak často k "protočení" klíče a tím ke zničení klíče i šroubu. Tento typ však není zaměnitelný s běžným typem Torx. Musí být použitý pouze se šroubem, který má hlavu také s Torx-plus.

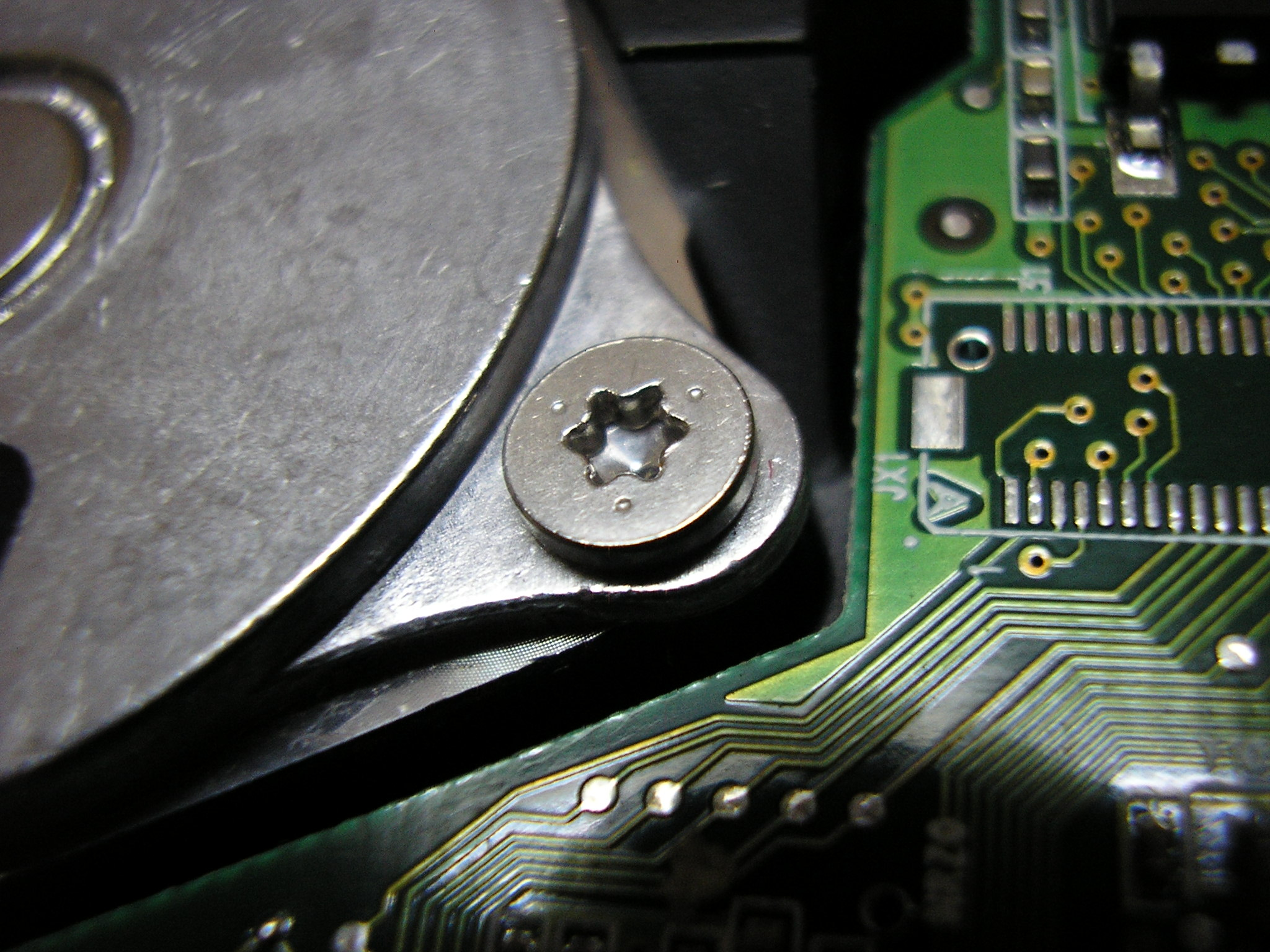
Šroub s hlavou Torx

Klíč torx má často podobu výměnného nástavce (bitu). Povolování či utahování šroubu se zdířkou typu torx klíčem s hlavou jiného tvaru (např. šestihranem) může způsobit poničení jak drážky, tak i klíče. Vhodný je především při utahování šroubu velkým kroutícím momentem z momentového utahováku (např. akuvrtačka).

Schéma hlavy šroubu Torx
Schéma hlavy šroubu Torx-plus
Schéma hlavy šroubu Torx bezpečnostní